# Жаир Болсонаро
Жаир Месијас Болсонаро (порт. Jair Messias Bolsonaro; Глицерио, 21. марта 1955) резервни је војник, политичар и бивши председник Бразила, од 1. јануара 2019. до 31. децембра 2022. године. Члан је Социјално-либералне странке (ПСЛ). Био је федерални замјеник седам мандата између 1991. године и 2018. године, а изабран је преко различитих партија током своје каријере. Изабран је за председника Бразила 2018. године и ступио је на дужност 1. јануара 2019. године.
У другом кругу председничких избора у Бразилу, одржаном 30. октобра 2022, Болсонаро је освојио 49,1% гласова и тиме изгубио од стране Луиза Инасија Луле да Силве.

## Биографија
Болсонаро је рођен у граду Глицерио, у држави Сао Пауло. Завршио је Војну академију Агулхас Неграс 1977. године и служио је у пољској артиљеријској и падобранској јединици Бразилске армије. Јавности је постао познат 1986. године, када је за магазин Веха написао чланак у којем је критиковао ниске зараде војних официра, након чега је ухапшен и задржан у притвору 15 дана. Годину дана касније, исти часопис га је оптужио да је планирао да поставља бомбе у војне јединице, што је он негирао. Након првостепене пресуде, бразилски Врховни војни суд ослободио га је 1988. У резерву је прешао 1988. године у чину капетана и те године се кандидовао за градско веће Рио де Жанеира, и изабран је као члан Хришћанско-демократске странке. Године 1990. Болсонаро је изабран у доњи Конгресни дом, и затим је поновно биран шест пута. Током свог 27-годишњег мандата конгресмена постао је познат по снажној подршци националном конзервативизму. Он је гласан противник истополних бракова и хомосексуалности, абортуса, афирмативне акције, либерализације дрога и секуларизма. У спољној политици заговарао је ближе односе са Сједињеним Државама и Израелом. Током председничке кампање 2018. године почео је да заговара економски либералне и тржишне политике. Као поларизирајући и контроверзни политичар, његови ставови и коментари, који су описани као крајње десничарски и популистички, изазвали су и похвале и критике у Бразилу.
Болсонаро је најавио кандидатуру за председника марта 2016. године као члан Социјално-хришћанске странке. Он је напустио ту странку 2018. године и придружио се Социјално-либералној партији, а затим је покренуо своју председничку кампању у августу те године, са пензионисаним генералом Хамилтоном Моураном као својим партнерским кандидатом. Он је приказао себе као аутсајдер и присталица породичних вредности. Он је доспео на прво место у првом кругу општих избора 7. октобра 2018, а на другом месту је био кандидат Радничке странке Фернандо Хадад. Два кандидата имала су други круг 28. октобра 2018. године, а Болсонаро је изабран са 55,1% гласова народних гласова.
Болсонаро је на кључне положаје у свом кабинету поставио многе војне официре. Пре инаугурације, Болсонаро је рекао да ће функције у својој влади попуњавати само на основу техничких квалификација и умећа, а не идеолошке симпатије. Током његовог мандата, многи именовани су се идеолошки сукобили са владом. Његов министар правде, образовања, унутрашњих послова, шеф поштанске службе и други владини званичници нису се слагали са Болсонаром и поднели су оставку. У првим месецима мандата фокусирао се на унутрашње послове, бавећи се пре свега последицама Бразилске економске кризе 2014. године. Економија се опоравила, иако полако, током његове прве године мандата, док је стопа криминала нагло опала. Више контроверзи обележиле су прве године његове администрације. Године 2019, Болсонаро је напустио Социјално-либералну странку усред конфронтације са другим члановима и формирао Алијансу за Бразил. Током свог председништва поништио је заштиту за домородачке групе у прашуми Амазона и олакшао њено уништавање крчењем шума. Болсонаров одговор на пандемију Ковида-19 у Бразилу критикован је у читавом политичком спектру. Он је настојао је да заташка пандемију и њене последице, успротивио се карантинским мерама и отпустио два министра здравља, док је број преминулих брзо растао. Као резултат тога, јавно мњење, које га је подржавало током његове прве године на власти, окренуло се против њега током већег дела 2020. године, накратко је поново постало позитивно након одобравања хитних плаћања пре него што је поново постало негативно 2021. године.